# Sparkassen Cup on Ice de 1999
Sparkassen Cup on Ice de 1999 foi a décima terceira edição da competição, um evento anual de patinação artística no gelo organizado pela Deutsche Eislauf-Union, e que fez parte do Grand Prix de 1999–00. A competição foi disputada entre os dias 11 de novembro e 14 de novembro, na cidade de Gelsenkirchen, Alemanha.

## Eventos
- Individual masculino
- Individual feminino
- Duplas
- Dança no gelo

## Medalhistas
| Evento                        | Ouro                                      | Prata                                 | Bronze                                      |
| Individual masculino detalhes | Evgeni Plushenko · Rússia                 | Guo Zhengxin · China                  | Matthew Savoie · Estados Unidos             |
| Individual feminino detalhes  | Maria Butyrskaya · Rússia                 | Elena Liashenko · Ucrânia             | Irina Slutskaya · Rússia                    |
| Duplas detalhes               | Maria Petrova · Alexei Tikhonov · Rússia  | Jamie Salé · David Pelletier · Canadá | Shen Xue · Zhao Hongbo · China              |
| Dança no gelo detalhes        | Shae-Lynn Bourne · Victor Kraatz · Canadá | Kati Winkler · René Lohse · Alemanha  | Albena Denkova · Maxim Staviyski · Bulgária |

## Resultados

### Individual masculino
| Pos.              | Nome                | Nacionalidade  | Pontos | PC | PL |
| ----------------- | ------------------- | -------------- | ------ | -- | -- |
| Medalha de ouro   | Evgeni Plushenko    | Rússia         | 1.5    | 1  | 1  |
| Medalha de prata  | Guo Zhengxin        | China          | 3.0    | 2  | 2  |
| Medalha de bronze | Matthew Savoie      | Estados Unidos | 5.0    | 4  | 3  |
| 4                 | Yamato Tamura       | Japão          | 5.5    | 3  | 4  |
| 5                 | Trifun Zivanovic    | Estados Unidos | 7.5    | 5  | 5  |
| 6                 | Andrejs Vlascenko   | Alemanha       | 9.0    | 6  | 6  |
| 7                 | Dmitry Dmitrenko    | Ucrânia        | 10.5   | 7  | 7  |
| 8                 | Emanuel Sandhu      | Canadá         | 13.0   | 10 | 8  |
| 9                 | Vakhtang Murvanidze | Geórgia        | 13.5   | 9  | 9  |
| 10                | Stanick Jeannette   | França         | 15.0   | 8  | 11 |
| 11                | Michael Hopfes      | Alemanha       | 16.0   | 12 | 10 |
| 12                | Silvio Smalun       | Alemanha       | 17.5   | 11 | 12 |

### Individual feminino
| Pos.              | Nome                     | Nacionalidade  | Pontos | PC | PL |
| ----------------- | ------------------------ | -------------- | ------ | -- | -- |
| Medalha de ouro   | Maria Butyrskaya         | Rússia         | 1.5    | 1  | 1  |
| Medalha de prata  | Elena Liashenko          | Ucrânia        | 4.5    | 5  | 2  |
| Medalha de bronze | Irina Slutskaya          | Rússia         | 4.5    | 3  | 3  |
| 4                 | Tatyana Malinina         | Uzbequistão    | 5.0    | 2  | 4  |
| 5                 | Shizuka Arakawa          | Japão          | 8.0    | 4  | 6  |
| 6                 | Brittney McConn          | Estados Unidos | 9.0    | 8  | 5  |
| 7                 | Alisa Drei               | Finlândia      | 10.0   | 6  | 7  |
| 8                 | Anna Rechnio             | Polônia        | 11.5   | 7  | 8  |
| 9                 | Stephanie von der Thüsen | Alemanha       | 13.5   | 9  | 9  |
| 10                | Annie Bellemare          | Canadá         | 15.0   | 10 | 10 |

### Duplas
| Pos.              | Nome                                 | Nacionalidade    | Pontos | PC | PL |
| ----------------- | ------------------------------------ | ---------------- | ------ | -- | -- |
| Medalha de ouro   | Maria Petrova / Alexei Tikhonov      | Rússia           | 1.5    | 1  | 1  |
| Medalha de prata  | Jamie Salé / David Pelletier         | Canadá           | 3.0    | 2  | 2  |
| Medalha de bronze | Shen Xue / Zhao Hongbo               | China            | 4.5    | 3  | 3  |
| 4                 | Dorota Zagorska / Mariusz Siudek     | Polônia          | 6.0    | 4  | 4  |
| 5                 | Aljona Savchenko / Stanislav Morozov | Ucrânia          | 8.0    | 6  | 5  |
| 6                 | Peggy Schwarz / Mirko Müller         | Alemanha         | 8.5    | 5  | 6  |
| 7                 | Danielle Hartsell / Steve Hartsell   | Estados Unidos   | 11.5   | 9  | 7  |
| 8                 | Katharina Rybkowski / Rico Rex       | Alemanha         | 11.5   | 7  | 8  |
| 9                 | Kateřina Beránková / Otto Dlabola    | República Tcheca | 13.0   | 8  | 9  |
| 10                | Mariana Kautz / Norman Jeschke       | Alemanha         | 15.0   | 10 | 10 |

### Dança no gelo
| Pos.              | Nome                                 | Nacionalidade  | Pontos | DC | DO | DL |
| ----------------- | ------------------------------------ | -------------- | ------ | -- | -- | -- |
| Medalha de ouro   | Shae-Lynn Bourne / Victor Kraatz     | Canadá         | 2.0    | 1  | 1  | 1  |
| Medalha de prata  | Kati Winkler / René Lohse            | Alemanha       | 4.0    | 2  | 2  | 2  |
| Medalha de bronze | Albena Denkova / Maxim Staviyski     | Bulgária       | 6.0    | 3  | 3  | 3  |
| 4                 | Jamie Silverstein / Justin Pekarek   | Estados Unidos | 8.0    | 4  | 4  | 4  |
| 5                 | Federica Faiella / Luciano Milo      | Itália         | 10.4   | 6  | 5  | 5  |
| 6                 | Alia Ouabdelsselam / Benjamin Delmas | França         | 11.6   | 5  | 6  | 6  |
| 7                 | Stephanie Rauer / Thomas Rauer       | Alemanha       | 14.0   | 7  | 7  | 7  |
| 8                 | Angelika Führing / Bruno Ellinger    | Áustria        | 16.0   | 8  | 8  | 8  |
| 9                 | Rie Arikawa / Kenji Miyamoto         | Japão          | 18.0   | 9  | 9  | 9  |

## Quadro de medalhas
| Ordem | País           | Medalha de ouro | Medalha de prata | Medalha de bronze |    | Ordem por total |
| ----- | -------------- | --------------- | ---------------- | ----------------- | -- | --------------- |
| 1     | Rússia         | 3               |                  | 1                 | 4  | 1               |
| 2     | Canadá         | 1               | 1                |                   | 2  | 2               |
| 3     | China          |                 | 1                | 1                 | 2  | 2               |
| 4     | Alemanha       |                 | 1                |                   | 1  | 4               |
| 4     | Ucrânia        |                 | 1                |                   | 1  | 4               |
| 6     | Bulgária       |                 |                  | 1                 | 1  | 4               |
| 6     | Estados Unidos |                 |                  | 1                 | 1  | 4               |
| TOTAL | TOTAL          | 4               | 4                | 4                 | 12 | —               |